# Duško Jelavić
Duško Jelavić (Veliki Prolog, 1923.) je hrvatski liječnik i politički emigrant u Madridu.

## Životopis
Rođen je u Velikom Prologu 1923. godine. Krajem Drugog svjetskog rata, u svibnju 1945., bježi iz Hrvatske preko Bleiburga i preko Austrije odlazi u Italiju, te neko vrijeme živi u izbjegličkom logoru Fermo. Iz Italije odlazi na studij medicine u Madrid, gdje je završio Fakultet (1947. – 1952.). Specijalizirao je internu medicinu (1952. – 1956.) i gastroenterologiju (1956. – 1961.). Doktorirao je radom "Lipidos Plasmaticos en la Porfiria Hepatocutanea Tardia" (1976.). Postao je redoviti profesor Medicinskog fakulteta na Sveučilištu u Madridu 1976. godine, a kasnije i nadstojnik odjela za gastroenterologiju. Od 1990. je prof. emeritus Sveučilišta u Madridu.
Sudjelovao je na dvadeset nacionalnih kongresa interne medicine i na istovrsnim međunarodnim znanstvenim kongresima u Terremolinosu 1975., Ateni 1977., Rimu 1978., Madridu 1982. i 1984. Znanstvene članke objavljivao je u stručnim publikacijama u Španjolskoj, Italiji, Engleskoj i Sjedinjenim Američkim Državama.

## Nagrade
Dobio je godišnje nagrade 1982. i 1983. udruge "Sociedad Espańola de Patologia Digestiva". Godine 1982. proglašen je počasnim profesorom Sveučilišta L'Aquila (Italija). Dobio je i odličje za humanitarnu djelatnost "Pro Ecclesia et Ponitifice" (1977). Počasnim direktorom znanstvenih tečajeva "Cursos internationales de Actualización en Cirurgia de Ap. Digestivo" proglašen je u Madridu 1993. te liječničkog društva "Colegial Honoroficio" u Madridu, 1998.
Odlukom predsjednika Tuđmana, 1994. godine je službeno pohvaljen "za djelovanje na promičbi pravedne borbe Republike Hrvatske u domovinskom ratu, te za doprinos u razvitku i promicanju međunarodnog položaja i ugleda Republike Hrvatske".

## Djela
- Nefropatias Medicas (1962.),
- Lipidos Plasmaticos (1968.),
- Porfiria Hepatocutanea Tardia (1969.),
- Nefro-patias Medicas (prošireno izdanje 1972.),
- Medicina interna (suradnja u prvom i trećem svesku knjige, pod vodstvom prof. Schuellera).